# Capital da ciência
O capital de ciência é uma ferramenta conceitual desenvolvida pela Professora Louise Archer e colaboradores do King's College London. Ele usa as estruturas teóricas criadas pelo sociólogo francês Pierre Bourdieu para resumir o habitus e o capital relacionados à ciência de um indivíduo. Pode ser usado para ajudar a compreender como a classe social afeta as aspirações e o envolvimento das pessoas na ciência. O conceito vem da pesquisa em educação, mas também é usado de forma mais ampla na prática e na política, por exemplo, no trabalho do Comitê de Ciência e Tecnologia da Câmara dos Comuns no Reino Unido.

## Definição
O conceito do capital de ciência pode ser definido como a soma de todas as atitudes, experiências, conhecimentos e recursos relacionados à ciência, acumulado ao longo da vida de um indivíduo. Isso inclui o que eles sabem sobre a ciência, o que pensam sobre a ciência, as pessoas que conhecem que entendem da ciência e o envolvimento diário que têm com a ciência. :10
O capital de ciência é composto por capital cultural e social relacionado à ciência (institucionalizado e / ou incorporado por meio do conhecimento, consumo, credenciais e redes sociais), bem como habitus . Os pesquisadores sugeriram que o capital da ciência não existe isoladamente, mas seu valor é determinado pelo contexto e ambiente mais amplos de alguém.
O capital de ciência foi enquadrado em torno de oito dimensões principais, base em análises estatísticas de dados de pesquisas de alunos de escolas do Reino Unido: 
1. Alfabetização científica
2. Atitudes, valores e disposições relacionadas à ciência
3. Conhecimento sobre a transferibilidade da ciência (que a ciência 'abre portas' para muitas carreiras)
4. Consumo de mídia científica
5. Participação em contextos de aprendizagem de ciências fora da escola
6. Habilidades, conhecimentos e qualificações em ciências da família
7. Conhecer pessoas em funções relacionadas à ciência
8. Falar sobre ciência na vida cotidiana

Essas oito dimensões colapsam em quatro 'tipos' de capital de ciência: o que você sabe ( alfabetização científica ); como você pensa (atitudes e disposições); o que você faz (atividades e comportamentos relacionados à ciência); e quem você conhece (contatos sociais e redes). Os primeiros três 'tipos' incluem habitus e capital cultural e o quarto, capital social . A pesquisa mostra que medir o capital científico fornece uma previsão melhor das aspirações científicas do que uma medida geral do capital.

## História
O conceito de capital de ciência baseia-se no trabalho de Pierre Bourdieu sobre capital e reprodução social . O capital de ciência se baseia, mas de maneira distinta, em como Pierre Bourdieu usou os termos capital científico, técnico ou tecnológico. O Capital de Ciência não é uma forma nova ou separada de capital. Em vez disso, o capital de ciência é uma maneira de pensar sobre o agrupamento de diferentes tipos de capital social e cultural relacionado à ciência, particularmente aqueles que as pessoas poderiam usar ou trocar para apoiar sua realização, engajamento e / ou participação na ciência.
O capital de ciência foi desenvolvido pela primeira vez por Louise Archer e colegas no projeto ASPIRES. Com base em 5 anos de pesquisa com jovens de 10 a 14 anos e suas famílias, ASPIRES descobriu que crianças de famílias com mais recursos relacionados a ciências (como pais com hobbies ou carreiras científicas) eram mais propensas a querer estudar ciências na escola e como uma carreira. O conceito de capital de ciência foi desenvolvido como uma forma de entender por que esses recursos, atitudes e aspirações relacionados à ciência levaram algumas crianças a se dedicarem à ciência, enquanto outras não.
O capital de ciência foi desenvolvido conceitualmente e empiricamente por meio do projeto Enterprising Science e do projeto ASPIRES 2. O projeto Enterprising Science desenvolveu uma pesquisa para medir o capital de ciência e estendeu o conceito de capital de ciência para além dos lares e para escolas e museus. Essa forma de capital está sendo usado para desenvolver estratégias de ensino nas escolas primárias e secundárias e para desenvolver medidas de capital de ciência para adultos.

## ASPIRES
ASPIRES, atualmente localizado no UCL Institute of Education, é um projeto de pesquisa longitudinal de 10 anos que estuda a ciência e as aspirações de carreira dos jovens. O primeiro estudo ASPIRES (2009-2013) acompanhou as aspirações científicas e profissionais de jovens dos 10 aos 14 anos. ASPIRES 2 continua a acompanhar os jovens até os 19 anos, para compreender as influências em mudança da família, escola, educação profissional e identidades sociais e as desigualdades na ciência dos jovens e nas aspirações de carreira. As principais descobertas incluem:
1. Os alunos com baixo Capital de Ciência provavelmente não verão a ciência como 'para mim'. Na primeira fase do nosso projeto, introduzimos o termo Capital de Ciência para se referir às qualificações relacionadas às ciências, compreensão, conhecimento (sobre ciências e 'como funciona'), interesses e contatos sociais (por exemplo, conhecer alguém que trabalha em uma ciência trabalho relacionado).
2. O prazer da ciência não se traduz em aspirações científicas.[16]
3. A educação profissional atual não é apenas 'irregular', mas padronizada, especialmente em termos de desigualdades sociais.[17]
4. A estratificação da ciência no Estágio Principal 4 pode estar contribuindo para a lacuna de habilidades STEM.[18][19]
5. Meninas que buscam ciências físicas após os 16 anos são excepcionais.[20][21]

Este projeto foi inicialmente sediado no King's College London, tendo-se mudado para o UCL Institute of Education em março de 2017. É financiado pelo Conselho de Pesquisa Econômica e Social.

## Capital de ciência na prática
O capital de ciência é usado em uma variedade de ambientes educacionais para apoiar o aprendizado de ciências, especialmente para crianças. Por exemplo, uma escola britânica visa ajudar os alunos a desenvolver o capital de ciência por meio da participação em clubes de ciências, enquanto em uma escala maior, o Science Museum Group usa o capital de ciência como um conceito para informar sua estratégia e trabalho em todos os seus parceiros instituições. Na Irlanda, a Science Gallery Dublin visa aumentar o capital científico dos visitantes por meio de suas exposições. Da mesma forma, nos Estados Unidos, o Museu de Ciências de Minnesota está trabalhando com o capital da ciência para combater as desigualdades no acesso e na participação no aprendizado das ciências.
Em outubro de 2017, a Abordagem de Ensino do Capital de Ciência foi lançada no National STEM Learning Center em York, Reino Unido. Essa abordagem foi co-desenvolvida e testada ao longo de quatro anos entre pesquisadores da Enterprising Science e professores de ciências do ensino médio na Inglaterra.